# Benevento Calcio
Benevento Calcio är en italiensk fotbollsklubb från Benevento. Klubben spelar sedan säsongen 2021/2022 i Serie B.